# Премана
Према̀на (на италиански: Premana, на западноломбардски: Promane, Промане) е село и община в Северна Италия, провинция Леко, регион Ломбардия. Разположено е на 1000 m надморска височина. Населението на общината е 2312 души (към 2014 г.).